# Артиглув
Артиглу́в (фр. Artiguelouve) — коммуна во Франции, находится в регионе Аквитания. Департамент — Атлантические Пиренеи. Входит в состав кантона Лескар, Гав и Тер-дю-Пон-Лон. Округ коммуны — По.
Код INSEE коммуны — 64060.

## География
Коммуна расположена приблизительно в 660 км к югу от Парижа, в 170 км южнее Бордо, в 9 км к западу от По.
На севере коммуны протекает река Гав-де-По.

### Климат
Климат тёплый океанический. Зима мягкая, средняя температура января — от +5 °С до +13 °С, температуры ниже −10 °C бывают редко. Снег выпадает около 15 дней в году с ноября по апрель. Максимальная температура летом порядка 20—30 °C, выше 35 °C бывает очень редко. Количество осадков высокое, порядка 1100 мм в год. Характерна безветренная погода, сильные ветры очень редки.

## Население
Население коммуны на 2010 год составляло 1544 человека.
| 1962 | 1968 | 1975 | 1982 | 1990 | 1999 | 2010 |
| ---- | ---- | ---- | ---- | ---- | ---- | ---- |
| 552  | 549  | 678  | 822  | 898  | 1253 | 1544 |

## Администрация
| Период | Период | Фамилия       | Партия | Примечания |
| ------ | ------ | ------------- | ------ | ---------- |
| 1995   | 2001   | Клод Дюкас    |        |            |
| 2001   | 2014   | Элин Госсе    |        |            |
| 2014   | 2020   | Жан-Марк Дена |        |            |

## Экономика
В 2010 году среди 1010 человек трудоспособного возраста (15—64 лет) 743 были экономически активными, 267 — неактивными (показатель активности — 73,6 %, в 1999 году было 69,5 %). Из 743 активных жителей работали 689 человек (360 мужчин и 329 женщин), безработных было 54 (28 мужчин и 26 женщин). Среди 267 неактивных 105 человек были учениками или студентами, 90 — пенсионерами, 72 были неактивными по другим причинам.

## Достопримечательности
- Церковь Святого Михаила (XV век)[4]

## Фотогалерея
- Въезд в Артиглув
- Мэрия
- Церковь Св. Михаила
- Артиглув
- Артиглув